# Плоска (приток Южного Буга)
Плоска (укр. Плоска) — река на Украине, протекает по территории Хмельницкого района Хмельницкой области. Правый приток Южного Буга (бассейн Чёрного моря). Длина реки — 30 км. Площадь бассейна — 128 км². Уклон реки — 0,6 м/км.
Начинается в двух километрах западнее села Хоминцы. Течет в восточном направлении и впадает в Южный Буг в городе Хмельницкий, в районе пересечения улиц Парковой и Примакова около Центрального парка культуры и отдыха им. Михаила Чекмана.
Питание смешанного типа — снеговое, дождевое и подземное. Ледостав с середины декабря по первую декаду марта. В среднем течении сток реки регулируется прудами в районе сёл Водички, Малашевцы и Шаровечка. Имеет около трех десятков небольших притоков (длиной 1—4 км) общей протяжённостью 79 км. Воду реки используют для хозяйственных нужд.
На реке расположены сёла Хоминцы, Чабаны, Данюки, Водички, Климковцы, Волица, Малашевцы, Мацковцы, Шаровечка и город Хмельницкий.